# مشاق

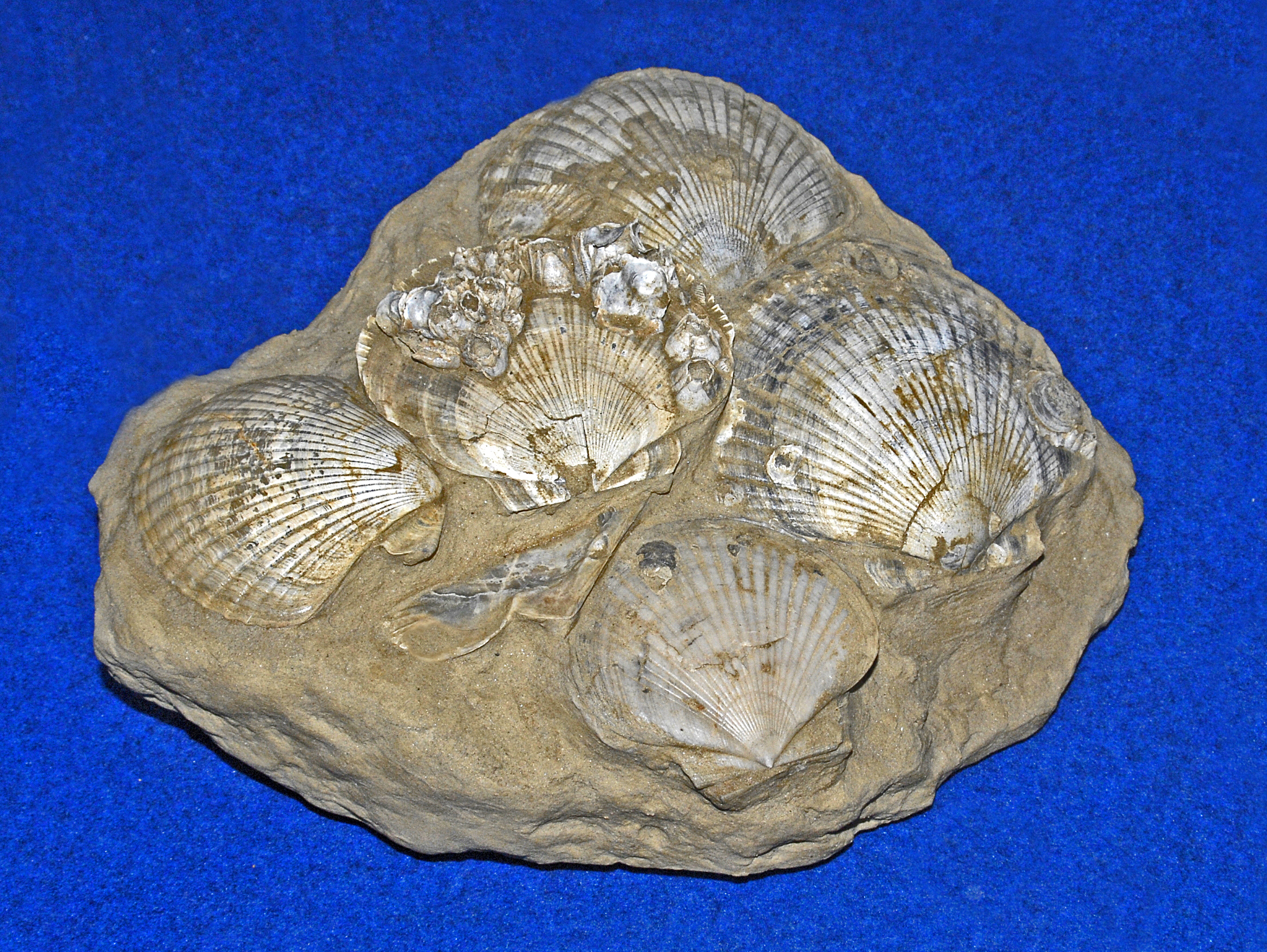
أحفورة صدفة من أنواع المشَّاق من العصر البليوسيني في إطلية

المَشَّاق جنس حيوانات بحرية من الرخويات صفيحيات الخياشيم وفصيلة المشَّاقيَّات. أنواعه المعروفة عديدة منتشرة في معظم بحار العالم وأخصها البلاد المعتدلة الحرارة. أصدافها كبيرة القد شبه مروحية الشكل شعاعية التخديد لا متساوية المصاريع، الأيمن منها شديد التحديب قليل التخديد. تعيش طلقية على الرمال وتنتقل بسرعة. لحومها مأكولة جيدة الصنف.